# Ayman Odeh

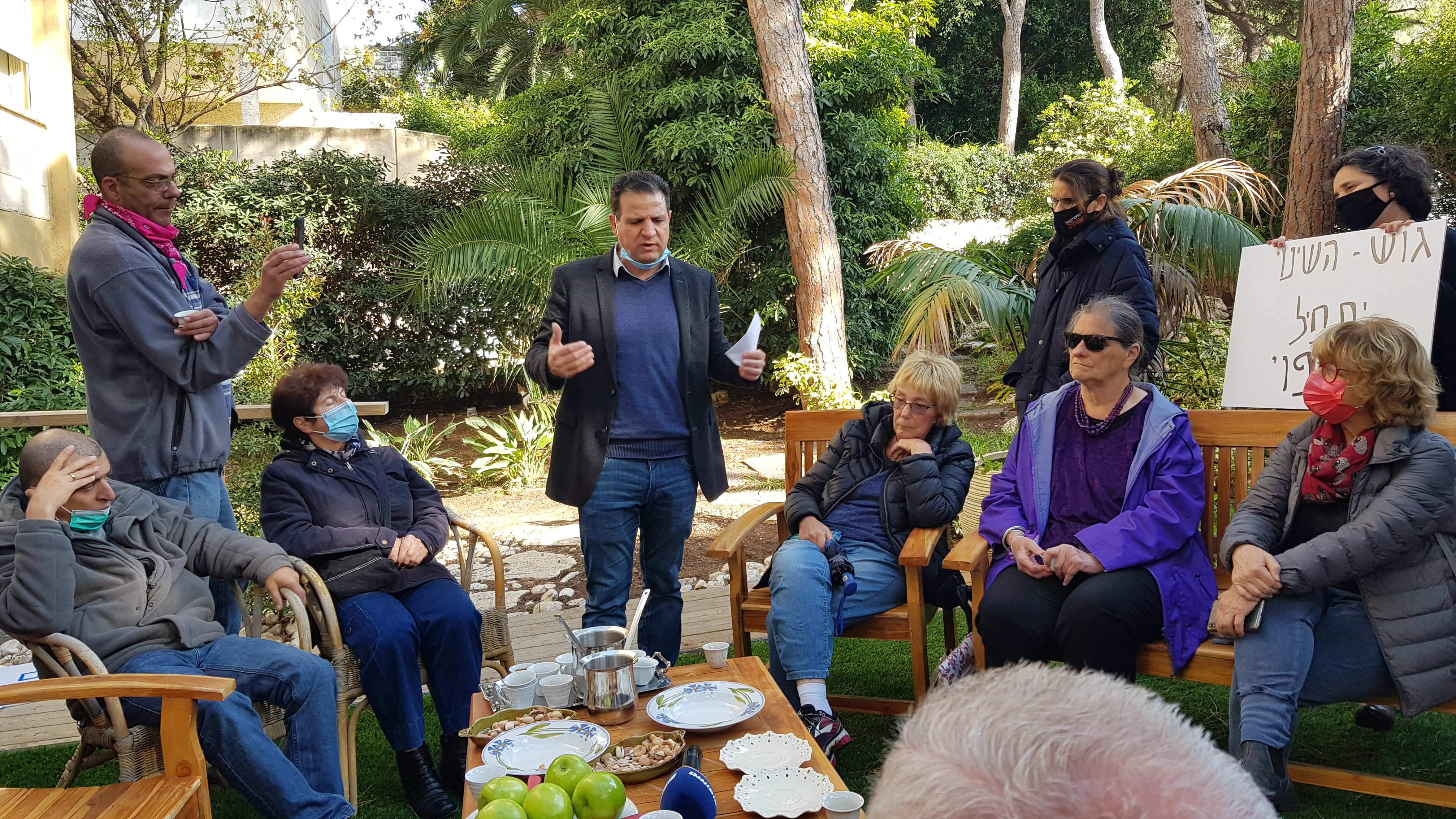
Réunion de manifestants chez Ayman Odeh, à Haïfa, le vendredi 2 avril 2021, afin de l'inciter à intégrer un gouvernement qui empêchera Netanyaou de continuer à être Premier Ministre. Commençant par une manifestation, elle se déroule en parallèle d'autres rassemblements, chez Bennett, Saar et Gantz.

Ayman Odeh, né le 1er janvier 1975 à Haïfa, est un avocat et homme politique arabe israélien. Il dirige le parti politique communiste Hadash et fut le président de la coalition Liste unifiée.

## Biographie
Né en 1975, Ayman Odeh grandit à Haïfa, dans le quartier de Kababir. Son père est ouvrier du bâtiment. Bien qu'issu d'une famille musulmane, il intègre une école chrétienne, la meilleure école du quartier, où il est le seul élève musulman. Il se décrit actuellement comme ayant dépassé les limites religieuses et ethniques.
Il subit durant son adolescence les interrogatoires du Shabak, les services de renseignement israéliens. 
De 1993 à 1997, il étudie le droit à l'Université de Craiova, en Roumanie. Il y participe à des rassemblements pro-palestiniens, y apprend le roumain, et lit les mémoires de penseurs politiques et de révolutionnaires. 
Ayman Odeh parle l'arabe, l'hébreu, l'anglais et le roumain.
Il épouse Nardine Aseli, gynécologue, et le couple a trois enfants. En 2000, au début de la seconde Intifada, le frère de Nardine Aseli est tué à l'âge de dix-sept ans ; c'est à sa veillée funèbre qu'ils se rencontrent.

## Parcours politique
Ayman Odeh rejoint le Hadash, qu'il représente entre 1998 et 2005 au conseil municipal de Haïfa. Il devient secrétaire général du parti en 2006. 
Pour les élections de 2009, il est soixante-quinzième de la liste du Hadash, qui obtient quatre sièges. Pour les élections de 2013, il est sixième sur la liste mais le parti n'obtient que quatre sièges. 
Pour les élections de 2015, il est désigné tête de la Liste unifiée, rassemblant, en plus du Hadash communiste, divers partis arabes israéliens. Sa liste crée la surprise en arrivant en troisième position avec 10.54% et 13 sièges, soit deux de plus que les sièges cumulés des partis la composant pris isolément.
Dans une interview du Times of Israel, Ayman Odeh évoque l'agenda social de la liste unifiée, notamment un plan décennal visant à traiter des questions relatives au secteur arabe, comme l'emploi des femmes, la réhabilitation des conseils régionaux défaillants, la reconnaissance des communautés bédouines non reconnues dans le Néguev, les transports publics dans les villes arabes et l'éradication de la violence. Il se déclare également favorable à l'autodétermination du peuple juif en Israël, ajoutant qu'un État palestinien devrait remplir les mêmes objectifs pour les Palestiniens arabes. 
Sa campagne pour les élections de mars 2015 connaît un "moment décisif" lors d'un débat télévisé. Avigdor Lieberman, alors ministre des affaires étrangères, le qualifie de "citoyen palestinien" et lui déclare qu'il n'est pas le bienvenu en Israël. Ayman Odeh répond : "Je suis très bien accueilli dans ma patrie. Je fais partie de la nature, de l'environnement, du paysage.", Odeh étant né en Israël alors que Lieberman émigra d'URSS.
Lors de l'élection législative de 2020, Ayman Odeh et la liste unifiée recommandent Benny Gantz comme Premier Ministre face à Benyamin Netanyahou.
Le 21 février 2024, il se voit dire en pleine séance plénière à la Knesset : « Vous mourrez, vos enfants mourront, vos petits-enfants mourront, il n'y aura pas d'État palestinien, il n'y en aura pas. ». La séance se conclut par un vote d'approbation (par 99 voix pour, 11 voix contre et 10 absents) de la déclaration du gouvernement de coalition d'extrême droite de Netanyahou s'opposant à la reconnaissance unilatérale d'un État palestinien.
Il est régulièrement désigné par le premier ministre Benyamin Nétanyahou comme un « danger » pour Israël.
Il annonce en 2023 qu'il ne se représentera pas aux prochaines élections législatives afin de laisser la place à du « sang neuf ».
Une procédure de destitution est lancée contre lui en juin 2025 après avoir été approuvée en commission parlementaire à une large majorité. Le président de la commission parlementaire, Ofir Katz (Likoud), assure : « Dans un autre pays, Ayman Odeh serait en prison et déchu de sa nationalité. »

## Prises de position
Ayman Odeh se revendique « démocrate et socialiste » et défend le multiculturalisme. Son style contraste avec celui de la députée Haneen Zoabi, plus conflictuel. Odeh exprime sa volonté de travailler avec des partenaires juifs et cite souvent Martin Luther King, estimant que la modération et le compromis étaient plus efficaces que la radicalité pour changer les choses.
Ayman Odeh déclare que son travail de conseiller municipal à Haïfa le fit prendre conscience que Juifs et Arabes doivent s'associer. Il décrit Haïfa comme la ville « la plus libérale, multiculturelle et homogène d'Israël ».
Outre le conflit israélo-palestinien, il intervient régulièrement sur les questions sociales et économiques, comme la pauvreté et les inégalités en Israël. 
Il souhaite que la reconnaissance des Juifs Mizrahim et des Juifs arabes augmente dans le discours officiel israélien et palestinien. En juillet 2015, à la Knesset, il déclare que l’État d'Israël est discriminatoire à l'égard des Juifs qui immigrèrent des pays arabes (qui constituent une majorité en Israël), afin de propager l'idée d'une séparation entre Juifs et Arabes. Selon lui, le conflit israélo-arabe et la volonté de l'élite israélienne de donner une image occidentale des Juifs et du pays sont responsables de l'oubli du rôle important joué par les Juifs dans la construction de la culture arabe, historique et moderne. Il pense notamment à des personnalités juives, tel le rabbin David Buzaglo, auteur de poèmes juifs religieux en langue arabe, ou à des Juifs réputés dans le monde arabe au milieu du 20e siècle, comme Leila Mourad. 
Il affirme : "Nous représentons les personnes invisibles dans notre pays, et nous leur donnons une voix. Nous apportons aussi un message d'espoir à tout le monde, pas seulement aux Arabes, mais également aux Juifs." 
En octobre 2015, il déclare soutenir la « lutte palestinienne non-armée ». Il déclare que la première Intifada contre l'occupation des territoires palestiniens était justifiée.
En février 2016, il envisage de démissionner de la Knesset pour protester contre un projet de loi controversé visant à suspendre des députés.
Il s'oppose à la destruction des villages bédouins dans les territoires palestiniens occupés et participe à des manifestations de protestation.
Il est exclu de la Knesset le 18 novembre 2024 après avoir critiqué la guerre contre la bande de Gaza : « Il y a 17 385 bébés à Gaza que votre système a tués, dont 825 avaient moins d’un an (…) Il y a 35 055 bébés orphelins à Gaza. Leur sang vous hantera », avait-t-il affirmé en s'adressant au gouvernement. Il en est à nouveau expulsé le 21 mai 2025, toujours en raison de ses propos contre le guerre.

## Cible d’attaques

### Interrogatoires du Shin Bet
Le Service de sécurité intérieure israélien, surnommé Shin-Bet, interrogea plusieurs fois Ayman Odeh. Il précise dans une interview du New-York Times : "Le Shin-Bet m'a appelé trois fois. Ils ne m'ont jamais frappé, mais ont réussi deux choses : je me suis isolé de mes amis et suis devenu beaucoup plus introverti. Et j'avais l'impression que le Shin Bet me surveillait, partout où j'allais. En allant à l'arrêt de bus, j'ai vu un type avec des lunettes de soleil, et j'ai cru que c'était le Shin-Bet."

### Menaces de mort
En février 2016, un militant de droite est arrêté pour avoir proféré des menaces de mort à l'encontre d'Ayman Odeh. 

### Blessures en 2017
Il est blessé en janvier 2017 au dos et à la tête par des tirs de balles en caoutchouc de la police israélienne. Celle-ci était intervenue pour sécuriser les travaux de destruction d'un village bédouin dans le désert du Negev, dans le sud d’Israël, pour la construction d'un village juif, quand de violents heurts ont éclaté avec les habitants, tuant deux personnes. 

## Reconnaissance
- Il figure dans la liste des 100 plus grands penseurs mondiaux du magazine Foreign Policy[26],[27].
- Il occupe la neuvième place du classement des 100 personnalités d'influence de l'année 2016, établi par le magazine the Marker[28].
- Il est classé dans cette même liste pour l'année 2017[29].